# Герхард фон Рат
Герхард фон Рат (20 серпня 1830 — 23 квітня 1888) — німецький мінералог, народився в Дуйсбурзі, Пруссія.

## Життєпис
Рат здобув освіту в Кельні, Боннському університеті і, нарешті, в Берліні, де отримав ступінь доктора філософії. у 1853 р. У 1856 р. він став асистентом Йоганна Якоба Неггерата в мінералогічному музеї в Бонні та змінив посаду директора в 1872 р. Тим часом у 1863 р. він був призначений екстраординарним професором геології, а в 1872 р. він став професором геології та мінералогії в університет у Бонні. 
Відзначився точними дослідженнями з мінералогії та кристалографії; він описав дуже багато нових мінералів, деякі з яких були ним відкриті, і він зробив великий внесок у наші знання про інші мінерали, особливо в есе про тридиміт. Він багато подорожував Південною Європою, Палестиною та Сполученими Штатами та написав кілька есе з петрології, геології та фізичної географії, про землетруси та метеорити. Він помер у Кобленці в 1888 році.

## Основні публікації
- Ein Ausflug nach Kalabrien (Bonn 1871)
- Der Monzoni im südlichen Tirol (1875)
- Siebenbürgen (Heidelberg 1880)
- Durch Italien und Griechenland nach dem heiligen Land, Reisebriefe (Heidelberg 1882, 2 vols.)
- Arizona (Heidelberg  1885)
- Pennsylvanien (Heidelberg  1888)
- Über den Granit (Berlin. 1878)
- Über das Gold (Berlin 1879)
- Naturwissenschaftliche Studien. Erinnerungen an die Pariser Weltausstellung (Bonn 1879).